# Dibble House

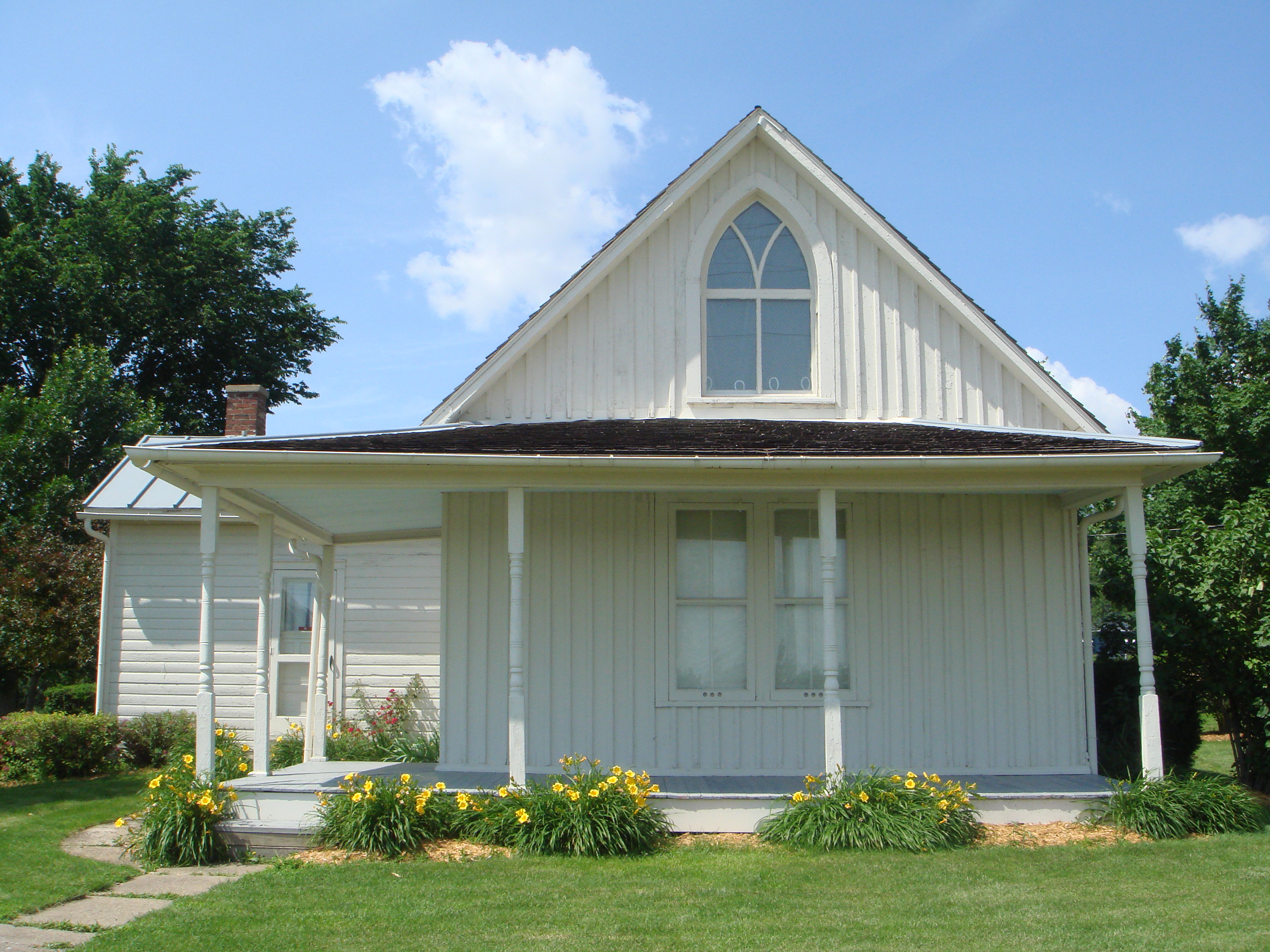
Das Dibble House

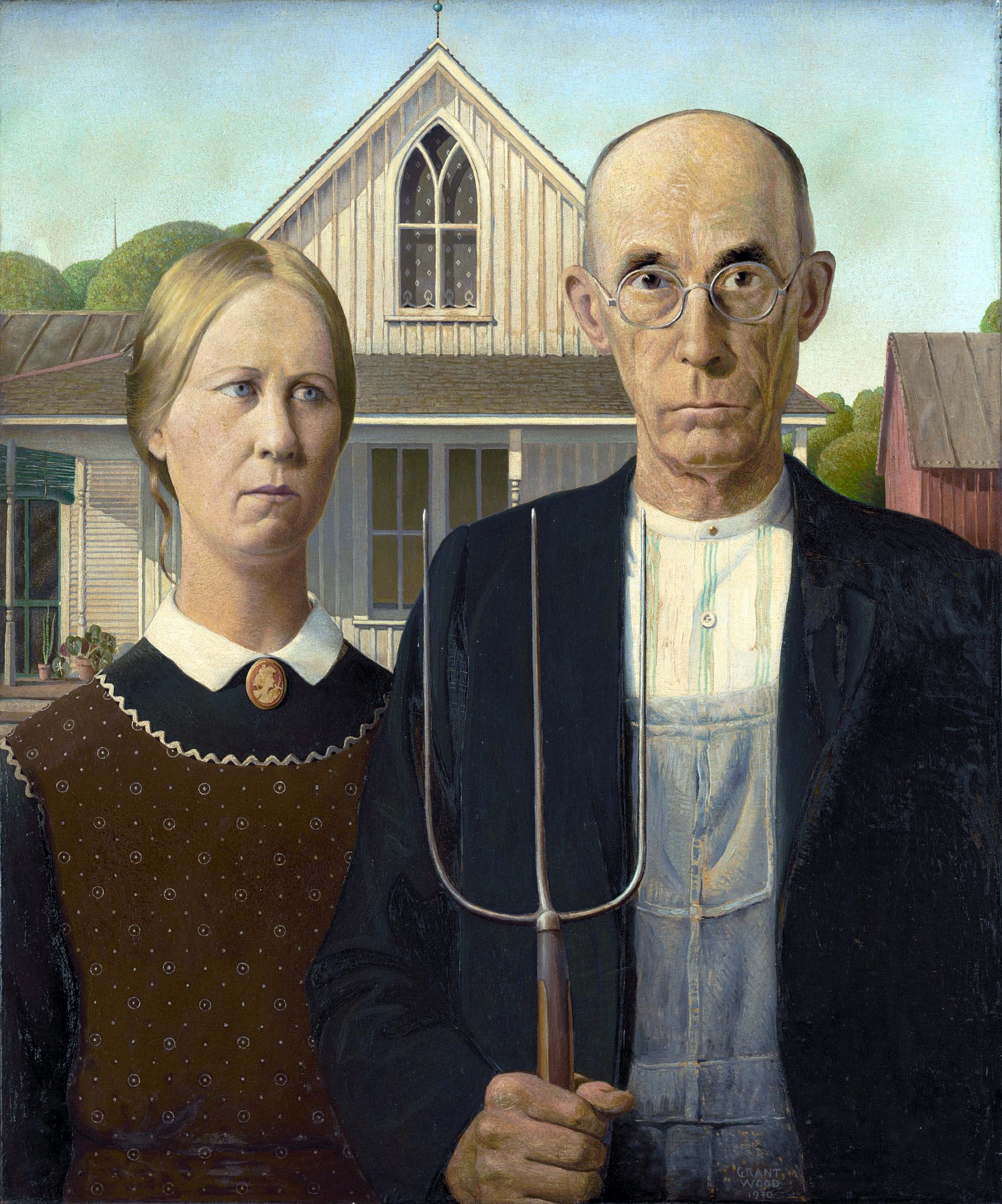
Das Dibble House im Hintergrund des Gemäldes American Gothic von Grant Wood (1930)

Das Dibble House (auch: American Gothic House) ist ein denkmalgeschütztes Wohngebäude in Eldon (Wapello County) im US-Bundesstaat Iowa in den Vereinigten Staaten. Das Bauwerk wurde bekannt als Vorlage für das Gemälde American Gothic von Grant Wood. Das Haus wurde 1974 im National Register of Historic Places als historisches Denkmal aufgenommen.
Das Grundstück, auf dem sich das Dibble House befindet, wurde 1881 an Catherine B. und Charles A. Dibble übertragen. Das Ehepaar nahm im Dezember 1881 eine Hypothek auf. Vermutlich wurde das Haus zu dieser Zeit gebaut. Das Wohngebäude ist ein eineinhalbstöckiges L-förmiges Holzbauwerk mit Satteldach und zwei Holzveranden mit Steinfundament. An jeder Giebelseite ist es durch ein gotisch inspiriertes Spitzbogenfenster gekennzeichnet. Den L-förmigen Grundriss erhielt das Gebäude durch einen Anbau aus der Zeit nach 1900. Abgesehen von der Neulackierung und einigen Außenreparaturarbeiten ist das Haus größtenteils im Originalzustand erhalten.